# آدیگنی
آدیگنی (گرجی: ადიგენი) یک شهر کوچک (دابا) در استان سامتسخه-جاواختی گرجستان است. این شهرک در حوضه ساختاری آخالتیسخه در حاشیه رودخانه کوابلیانی و ۳۲ کیلومتری غرب آخالتسیخه قرار گرفته است. بر اساس سرشماری سال ۲۰۱۴ میلادی، ۷۸۳ نفر جمعیت داشت. در این شهرک دفاتر اداری، فرهنگی، آموزشی و بهداشتی وجود دارد.